# Made in Païwan

Made in Païwan est un film documentaire français consacré au renouveau du tatouage traditionnel du peuple Païwan, porté par Cudjuy Patjidres. Réalisé par Jonathan Bougard il est sorti en 2019 en France.

## Synopsis
Le peuple Païwan partage une riche tradition du tatouage qui était étroitement liée à l’identité culturelle et au statut social avant sa disparition pendant la Deuxième Guerre mondiale. Cela contribue à donner à Cudjuy Patjidres la motivation de la renaissance du tatouage. Cudjuy est le seul tatoueur traditionnel de Taïwan.
Le film suit Cudjuy et une délégation d'indigènes de Païwan lors du rassemblement de tatoueurs indigènes Tatau i Moorea, qui s'est tenu durant toute une semaine sur l'île de Moorea en Polynésie française. Il s'attarde sur les liens entre Cudjuy et Suliljaw Lusaujatj, un jeune doctorant qui l'assiste, ainsi que Bai Ai, tatoueuse et peintre de Paîwan. Bai Ai est une artiste tatoueuse, une peintre et aussi une danseuse de Taipei. Après une école d’art, elle a commencé à tatouer à la machine. Du tribal mais aussi des motifs old school. Elle est allée voir Cudjuy Patjidres pour se faire tatouer les mains de manière traditionnelle, étant elle aussi une aborigène du peuple Païwan, même si elle vit en milieu urbain. Elle lui a demandé s’il pouvait lui apprendre sa technique et il a dit oui. Ils ont commencé à collaborer sur des pièces mixant traditionnel et contemporain, Cudjuy réalisant le motif traditionnel au peigne, Bai Ai mettant de la couleur à la machine. La tradition rejoignait la modernité. A Taïwan, nous explique Bai Ai, le tatouage est une industrie. Il y a beaucoup de styles, américain, old school, tribal… Les jeunes aborigènes ont oublié la signification de leurs motifs. Ils peuvent réaliser un motif si on leur présente un modèle, mais sans comprendre sa signification. Cudjuy Patjidres a réalisé avant tout un travail de recherches et d’inventaire de ce qui restait, surtout des photos, pour retrouver la signification des motifs.
Suliljaw Lusaujatj a rencontré Cudjuy Patjidres en 2008. Leur premier contact a eu lieu à l’université nationale de Hsinchu. Plus tard Cudjuy Patjidres a fait différents travaux, par exemple il a donné des démonstrations dans différents villages. Il a aussi commencé à donner des conférences dans différents lieux. Toutes ces actions pour raviver cette culture du tatouage ont commencé à le rendre très populaire sur l’île. Plus récemment il a participé à des conventions à l’étranger, comme le Ink festival d’Auckland où le traditional world culture and tatoo festival d’Ibiza. Et le festival Tatau i Moorea en Polynésie française, qui fut l'occasion de nombreux échanges à l'université de la Polynésie française.
Dans le groupe il y a encore Liwaerjao Hsi-Hsi-Ler un très fameux maître sculpteur dans les villages Païwan, il travaille le bois et la pierre et cherche à raviver sa culture par la sculpture. Il fabrique également des poignards et c’est un chasseur. Il a coutume de chanter en travaillant, et lorsqu’une œuvre est terminée, ça peut donner lieu à une cérémonie durant laquelle il chante, suivie d’un banquet, ce à quoi on assiste à la fin du film. Les Païwan chantent différents chants lors des cérémonies traditionnelles, chaque village à ses chants mais une chanson en particulier est pour les rassemblements, donc ils chantent lorsque les gens travaillent ensemble, pour partager leurs forces, pour partager les difficultés, partager les joies.

## Autour du film
Taïwan est passée des mains de la Chine à celles des Hollandais, puis entre celles d’un chef de pirates à la fin du dix-huitième siècle. Revenue à la Chine, elle fût conquise militairement par le Japon durant la seconde moitié du dix-neuvième siècle. Le Japon l’a évacuée à la suite de son échec militaire durant la guerre du Pacifique. La grande île fut rendue à la Chine sous le nom de Formose. Militaire anticommuniste et homme fort du Kouo-Min-Tang, le président de la république de Chine Tchang Kai Chek y trouve refuge avec l’appui militaire des États-Unis, après la victoire du parti communiste en 1949. Taïwan devient la République de Chine. Mais les droits historiques de la Chine de Pékin sont imprescriptibles, et celle-ci s’apprête patiemment à une reconquête militaire de l’île, à laquelle il sera difficile aux Etats-Unis de s’opposer.
Il y a seize peuples indigènes officiellement reconnus par le gouvernement taïwanais, dont six partagent la culture du tatouage. Païwan est l’un d’entre eux. Les premières traces du tatouage sur l’île remontent au septième siècle, à l’époque de la dynastie Sui. La pratique aurait commencé à décliner dès l’arrivée des premiers étrangers au dix-septième siècle. Elle a fini par complètement s’éteindre le long du littoral et à se perpétuer clandestinement dans les montagnes, durant l’occupation japonaise. La situation générale des aborigènes n’est pas si brillante qu’ils le souhaiteraient, mais ils essaient de raviver leur culture, aujourd’hui soutenus financièrement par un gouvernement qui les a longtemps peu considérés, voire complètement ignorés.
Le marquage des mains des jeunes filles nobles de Païwan est une tradition séculaire qui fut frappée d’interdiction lors de l’occupation japonaise, puis chinoise. Les dernières représentantes de cette noblesse tatouée sont une trentaine, toutes octogénaires au moins. La dernière génération d’hommes tatoués de motifs représentant leur statut social et leurs actes de bravoure à elle disparu à la fin du vingtième siècle. Les tatouages étaient réalisés à l’aide d’une aiguille de citronnier attachée à un bâton. Les artistes tatoueurs devaient être des hommes où des femmes de grande vertu, qui se transmettaient le métier de génération en génération.
Il n’y a pas grand-chose de lisible en anglais ou en français sur le tatouage traditionnel Taïwanais, à l’exception d’un article de Lars Krutak. Les rares publications qui existent sur le tatouage à Taïwan, c’est de l’ethnographie en langue chinoise. Après on trouve de l’ethnographie dans d’autres langues sur Taiwan, mais qui ne s’intéresse pas spécialement au tatouage. Aujourd’hui pour la première fois une femme préside le pays, une indépendantiste, et le pouvoir est intéressé pour faire revivre les traditions de tatouage un peu pour se rattacher à l’Océanie et pour se détacher de l’emprise de la Chine. Ça fait partie du patrimoine culturel qu’ils ont envie de mettre en avant.
Nous avons une population de 23 millions d’habitants à Taïwan, composée de différents groupes ethniques, incluant les aborigènes qui sont minoritaires. Ils parlent taïwanais, chinois où hakka. La majorité sont les Han, originaires de Chine. La population aborigène représente seulement 2,3% de la population de l’île. Lors de l’arrivée massive des Han, beaucoup se ont trouvé refuge dans les montagnes de l’île.
Suliljaw Lusaujatj est un  jeune aborigène de Taïwan, il appartient au peuple de Païwan qui vit principalement au sud et à l’est de Taïwan. Doctorant au département d’anthropologie du Collège de l’Asie et du Pacifique de Canberra, il s’exprime aussi bien dans la langue austronésienne de Païwan qu’en anglais et en chinois. Il fait des recherches sur le tatouage aux Samoa et à Taïwan. Taïwan et les Samoa sont ses zones de recherches parce que Taïwan est la région native de la famille austronésienne, alors qu’aux Samoa, on peut retrouver la source des pratiques de tatouage dans le Pacifique. Parce que le tatouage a disparu pendant longtemps dans beaucoup de pays, alors qu’il s’est pratiqué sans interruption depuis le dix-huitième siècle jusqu’à aujourd’hui aux Samoa. Suliljaw voulait donc analyser les connexions entre ces deux places. Par ailleurs son pays et les Samoa ont été colonisés par les japonais pour Taïwan,  la Nouvelle-Zélande et l’Allemagne pour les Samoa. Ils sont donc reliés par ce contexte historique colonial. Leurs deux peuples ont aussi une structure sociale traditionnelle très hiérarchisée, qui sépare les gens en différentes classes qui vont des aristocrates aux gens du peuple. C’est pourquoi Suliljaw a voulu comparer les points communs et les différences entre ces deux lieux.
Ce qui frappe chez les Samoans, c’est que ce sont les seuls tatoueurs pour lesquels perdure une forme de protocole strict. C’est qu’on a en Océanie, dans l’ouest, Fidji, Samoa, Tonga, où la société est encore structurée comme la société ancestrale. On a des règles à suivre, des règles qui sont vécues et pas imaginées. La préservation du tatouage aux Samoa est aussi liée au tournage du film Moana de Flaherty, qui a réalisé un documentaire où il a filmé une cérémonie de tatouage. Le tatouage était alors en voie de disparition et est véritablement revenu en puissance après l’indépendance des Samoa. C’était aussi l’expression d’une sorte de nationalisme. On ne peut pas détacher tous ces mouvements des mouvements sociaux et politiques.
Sébastien Galliot est anthropologue basé au Centre de Documentation sur l’Océanie de Marseille, également chargé de recherches au CNRS. Il a travaillé sept ans sur une thèse de doctorat consacrée au tatouage samoan. Cinq années de lectures puis deux ans de recherches sur le terrain, ce qui l’a amené à rencontrer des tatoueurs d’un peu partout, que ça soit d’Europe, de Nouvelle-Zélande, Bornéo, Philippines… Le travail de lecture est important pour ne pas être trop naïf et ne pas croire que l’on va faire des découvertes alors qu’il y a déjà des gens qui ont publié sur la question, mais le travail de longue haleine se passe sur le terrain. Il faut apprendre à parler la langue des gens avec qui on travaille. Parler suffisamment pour comprendre les interactions du quotidien. Sébastien et Suliljaw ne se sont pas rencontrés aux Samoa, mais plus tard, lors de séminaires internationaux.
Les Samoa ont cette particularité d’avoir à la fois résisté à la présence des missionnaires, mais d’avoir réussi leur intégration dans le milieu du tatouage professionnel. Dans la périphérie de Yap ou dans l’île de Tikopia, il y a des tatouages qui ont perduré jusque dans les années 1980 mais les praticiens de ces îles-là n’ont jamais vraiment eu de contact avec le grand réseau professionnel américain où européen. Les samoans ont perçu l’intérêt qu’il pouvait y avoir d’aller tatouer à l’étranger, de se faire des amis tatoueurs un peu partout à l’étranger. Alors que tous les autres tatoueurs indigènes du Pacifique qui ont continué à tatouer jusque dans les années 1980 étaient très isolés dans leurs atolls et n’ont pas spécialement cherché à promouvoir leurs pratiques à l’extérieur. A Tikopia par exemple aujourd’hui il n’y a plus guère que des vieillards qui sont tatoués. C’est aussi parce qu’il y a des transformations sociales sur ces îles, qui font que le tatouage a moins d’importance lors des initiations. Quand la chefferie change, tous les tatouages qui sont en lien avec le fonctionnement d’une chefferie n’ont plus lieu d’être.
Aux Samoa lorsque l’on se trouve dans une maisonnée où se déroule un tatouage, que ce soit un tatouage ornemental où un tatouage rituel, tout le monde a le droit de venir s’asseoir à condition d’enlever ses chaussures et de porter un paréo. C’est important d’être assis, pieds nus et en paréo. C’est une question de respect, le port du paréo est le strict minimum du respect à témoigner.
Il y a les Samoa occidentales, un groupe de quatre îles, et après il y a la partie orientale qui est devenue américaine en 1899. La partie américaine fonctionne sur le même modèle coutumier que la partie occidentale mais avec des devises américaines importantes. Il y a plus d’emplois au Samoa américaines. Le niveau de vie est un peu supérieur mais c’est la même culture. Aux Samoa américaines le tatouage a disparu assez rapidement. Il n’y avait déjà plus de tatoueurs aux Samoa américaines au début du vingtième siècle. La partie occidentale a été sous colonisation allemande mais les allemands n’ont pas imposé de règles strictes sur l’organisation traditionnelle de la société. Les allemands ont colonisé l’île parce que c’était un comptoir commercial très important, mais ils n’avaient pas pour vocation à transformer les samoans en bons allemands.
Aux Samoa on peut comprendre comment le tatouage était articulé avec le reste du fonctionnement de la société. Si le tatouage n’est qu’une marque d’identité on a vite fait le tour de la question. A Samoa on peut observer une implication des personnes tatouées dans des évènements cérémoniels, dans des tâches quotidiennes, dans des discours. Il y a une connexion plus forte entre l’usage d’un tatouage et le fonctionnement de la chefferie, qu’on ne constate pas dans le reste de la Polynésie à l’heure actuelle, où on a plutôt des gens qui se font tatouer avec un discours associé à des biographies individuelles, ou alors un discours qui va être je suis un vrai marquisien donc je me fais tatouer à la marquisienne. C’est normal parce que ce sont des tatouages qui ont disparu et qui ont été redécouverts récemment, il y a une trentaine d’années.
Employé au Musée indigène de Laiyi, Chen Wen Shan est un autre Païwan attaché à cette tradition. Il a réalisé une sorte d’inventaire des femmes tatouées de sa ville natale. Ce travail a fait l’objet d’une exposition au Musée National du Palais de Taipei en 2015 , Engraving prestige : hand tatoo of Païwan, Laiyi. L’exposition présentait huit entretiens vidéos, de nombreuses photographies de 21 octogénaires de la région de Pingtung County, au sud de Taïwan, ainsi qu’un ensemble de sculptures sur bois. 21 des 36 vuvu (terme de respect donné aux anciens dans le dialecte Païwan) survivantes en 2015. Dans les entretiens, ces femmes se souviennent du jour où elles ont reçu leurs tatouages. On apprend qu’il était interdit de crier où de bouger durant la séance, que les femmes enceintes n’avaient pas le droit d’assister au rituel.
Dans la coutume de Païwan, le tatouage des mains était réservé aux filles des chefs tribaux et des aristocrates. Il symbolisait l’honneur et la pureté, avec des motifs reflétant le statut social. À la suite de l’exposition, un des chefs Païwan a donné sa bénédiction à quatre jeunes femmes de sa tribu désireuses de reprendre le rituel. Cudjuy Patjidres les a donc tatouées de motifs correspondant à leurs familles. Pour Iling Dawa Panay, chef du bureau des affaires indigènes de Taïwan, c’était un vrai pas en avant qui allait inciter d’autres jeunes aborigènes à jouer un rôle dans la perpétuation de la tradition.
Le peuple de Païwan partage plusieurs motifs avec l’Océanie, par exemple les lignes de triangles qui sont une structure de base pour les peuples indigènes. Dans la culture Païwan, les lignes de triangles représentent la peau du serpent au cent pas. Le grand ancêtre. Les Païwan prennent les dessins de sa peau comme motifs de tatouages. Dans le Pacifique des formes similaires représentent des dents de requins, qui sont le symbole de la force, du combat contre l’ennemi. Donc différentes significations recouvrent des formes triangulaires très similaires. Les Païwan croient que les serpents aux cent pas sont leurs ancêtres. Traditionnellement ils croient que la vie vient d’une poterie en argile, et deux serpents protègent cette poterie. Ce pot donne naissance à la vie, gardée en toute sécurité par deux serpents. Les Païwan croient que les serpents sont très sacrés, donc ils mettent des motifs de peau de serpents dans leurs sculptures et leurs tatouages.
Les aborigènes de Taïwan travaillent dur pour se connecter aux insulaires du Pacifique comme les tahitiens, samoans, hawaïens, maori… Ils pensent partager la même culture. C’est scientifiquement prouvé par les recherches archéologiques et linguistiques, expose Suliljaw. Nous sommes la minorité sur terre et nous devons nous rassembler, unir nos forces pour résister et ranimer nos coutumes, le tatouage et la sculpture par exemple, où d’autres choses… Alors nous pourrons devenir une famille et faire la même chose, et combattre les mauvaises choses…

## Fiche technique
- Titre original : Made in  Païwan
- Auteur : Jonathan Bougard
- Réalisateur : Jonathan Bougard
- Photographie : Jonathan Bougard
- Montage : Jonathan Bougard
- Musique : Païwan tribe
- Société de production : In Vivo Prod
- Pays de production :  Polynésie française
- Langue originale : anglais et français
- Format : couleur
- Genre : documentaire
- Durée : 31 minutes
- Budget : 35 000 euros
- Date de sortie : 15 avril 2019

## Distribution
- Cudjuy Patjidres : lui-même
- Suliljaw Lusaujatj : lui-même
- Bai Ai : elle-même
- Sébastien Galliot : lui-même
- Michael Koch : lui-même
- Chief Miko : Lui-même
- Laurent Purotu : lui-même
- Chimé : lui-même
- Pitore ; lui-même
- James Webster : lui-même

## Sortie
La première du film a eu lieu le 15 avril 2019 au Festival In International du cinéma asiatique de Tours (FICAT). Il a ensuite été projeté au Intimalente Festival di Film Etnografici - Caserta Italie, au  Wairoa Maori Film Festival- Nouvelle-Zélande, au  Lift-Off Film Festival - Iver Heath, Royaume-Uni, au WOW Film Festival au Maroc, en Jordanie et en Tunisie. Le film est distribué par In Vivo Prod et Seven Palms Entertainement.